# Four Marks
Four Marks est une paroisse civile et un village du Hampshire, en Angleterre.